# Hauptfriedhof Stuttgart

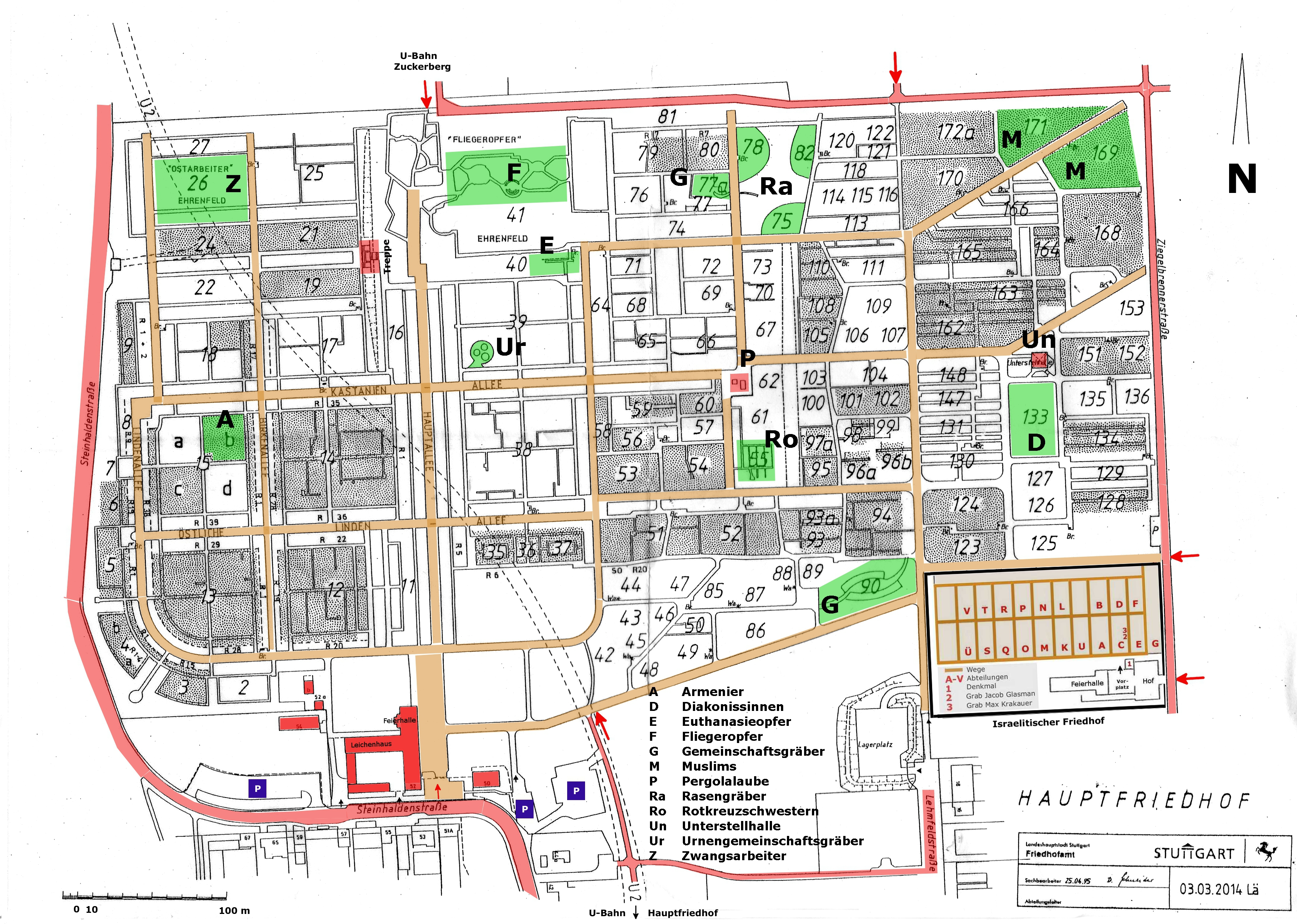
Hauptfriedhof Stuttgart, Lageplan, 2014.

Der Hauptfriedhof Stuttgart wurde während des Ersten Weltkriegs am 28. Januar 1918 eröffnet. Er ist mit einer Fläche von 29,6 Hektar und 15.000 Grabstellen der zweitgrößte Stuttgarter Friedhof. Der Friedhof ist in über 120 Abteilungen aufgeteilt.
Ein großer alter Baumbestand, teilweise in Alleen angelegt, verleiht dem Friedhof den Charakter eines Landschaftsparks. Auf dem Friedhofsgelände befinden sich mehrere Friedhofsgebäude, eine Unterstellhalle, eine Pergolalaube und allenthalben bewegliche Sitzgelegenheiten sowie Brunnen und Wasserstellen.
Es gibt Gräberfelder für Fliegeropfer des Zweiten Weltkriegs, für Opfer von Euthanasiemorden und für osteuropäische Zwangsarbeiter, außerdem Gemeinschaftsgräber sowie ein armenisches und ein muslimisches Gräberfeld. Dem Friedhof ist ein getrennter Israelitischer Friedhof angeschlossen.

## Lage

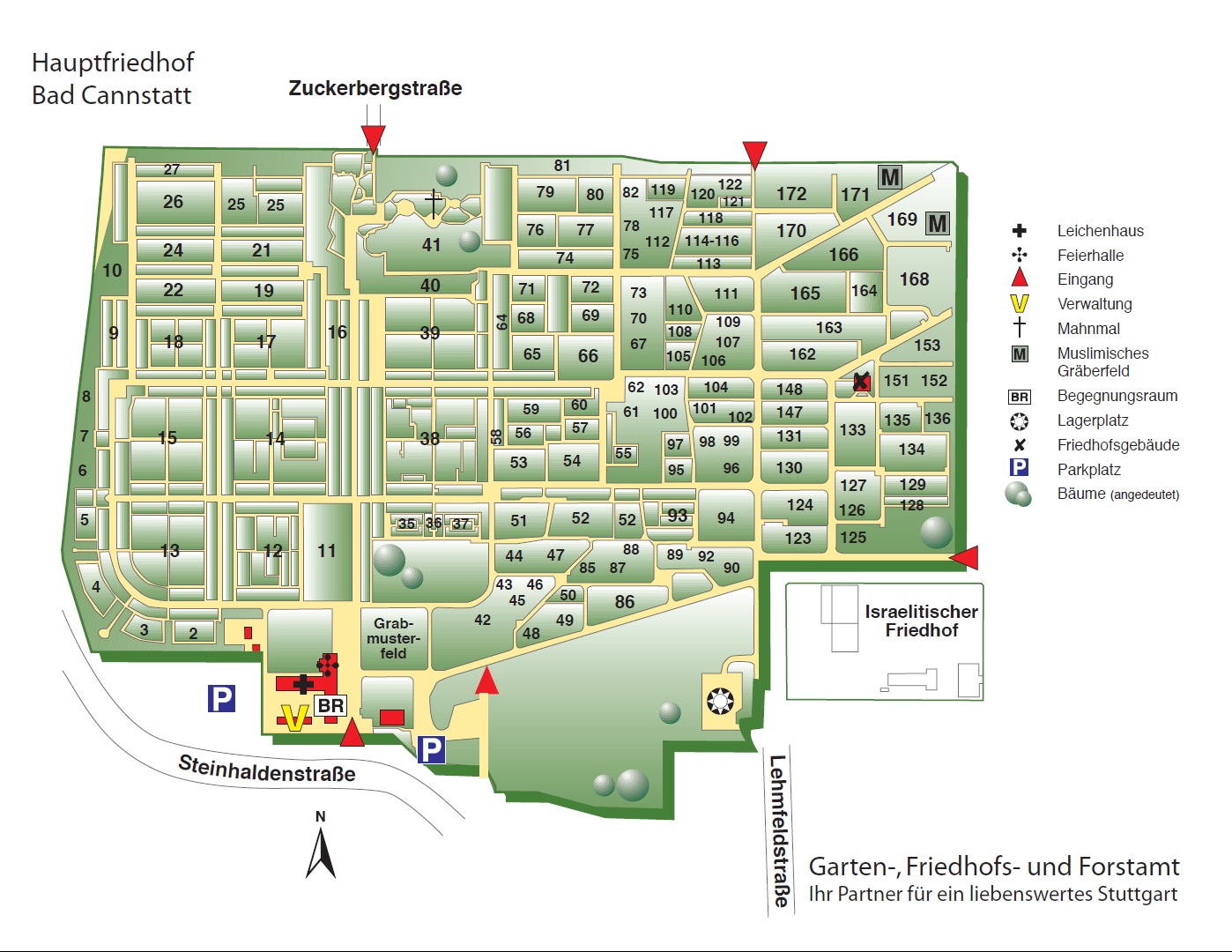
Hauptfriedhof Stuttgart, Übersichtsplan, 2011.

Der Hauptfriedhof Stuttgart liegt im Stadtteil Muckensturm des Stadtbezirks Stuttgart-Bad Cannstatt. Nach dem Stadtteil Steinhaldenfeld, der im Norden fast direkt an den Hauptfriedhof angrenzt, wird der Friedhof auch Steinhaldenfriedhof genannt. Der Friedhof wurde 1918 mit einer Fläche von 6 Hektar eröffnet und in den Jahren 1955 bis 1986 fünf Mal bis auf die jetzige Gesamtfläche von 29,6 Hektar erweitert. Er ist damit der zweitgrößte Stuttgarter Friedhof nach dem Waldfriedhof Stuttgart mit 30,7 Hektar.
Der Friedhof hat die Form eines liegenden Rechtecks und erstreckt sich in Ost-West-Richtung. Die Grundfläche von etwa 470 × 700 Metern ist in über 120 Abteilungen mit den Nummern 2 bis 172 eingeteilt (die Nummerierung ist lückenhaft). Im Westen und beim Haupteingang im Südwesten wird der Friedhof von der Steinhaldenstraße begrenzt, im Norden von Feldern an der Zuckerbergstraße, im Osten von der Ziegelbrennerstraße und im Süden von der Sophie-Döring-Straße und dem Thekla-Kaufmann-Weg. Beim Haupteingang liegt der Friedhof auf einer Höhe von etwa 280 Metern über Normalnull und steigt nach Nordosten bis auf etwa 295 Meter an.
Der Friedhof wird von einem schachbrettartigen Netz von breiten Hauptwegen und schmäleren Nebenwegen durchzogen. Die Hauptwege sind als Alleen angelegt:
- Die Hauptallee und die Kastanienallee werden beide von Kastanien gesäumt.
- Die Lindenallee und die Östliche Lindenallee werden von 1879 angepflanzten Linden flankiert.
- Eine Ahornallee verläuft vom Friedhofsgebäude bis zum Israelitischen Friedhof.
- Hinter dem Friedhofsgebäude beginnt eine breite, kurze Allee von Scheinzypressen.
- Eine breite, kurze Buchenallee erstreckt sich von der Treppe, die vom „Ehrenmal Fliegerfeld“ hinabführt, bis zum Westrand des Friedhofs.

Daneben sind einige Nadelbaumarten und viele verschiedene Laubbaumarten allenthalben über das Friedhofsgelände verstreut.

## Friedhofsgebäude

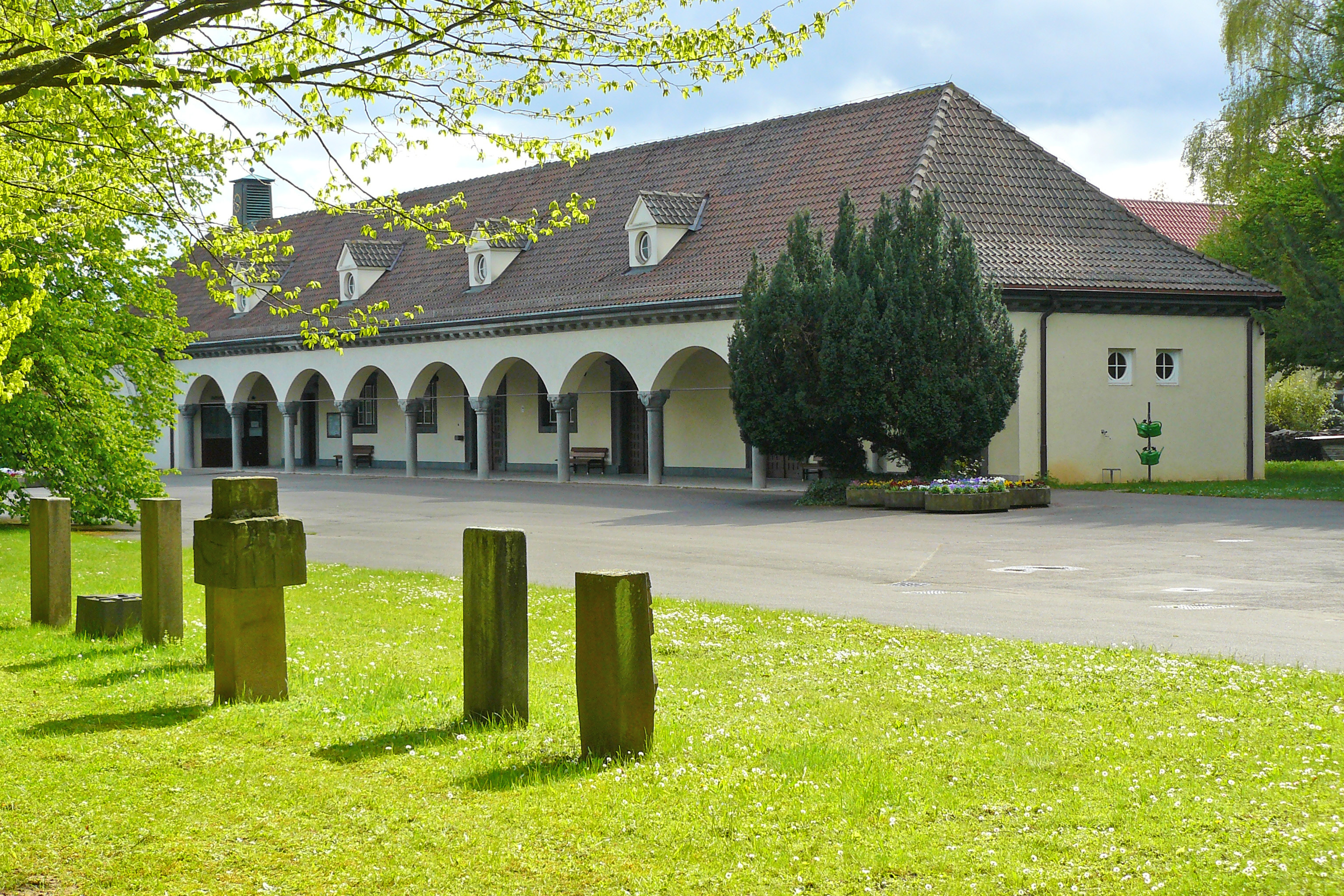
Feierhalle mit Säulengang, vorn links: Mustergräber.

Die Stadt Stuttgart schrieb 1913 einen Wettbewerb zur Gestaltung der Friedhofsanlage und der Friedhofsgebäude für einen neuen großen Hauptfriedhof aus. Die Stuttgarter Architekten Ludwig Eisenlohr und Oscar Pfennig errangen den 1. Preis und wurden mit der Realisierung betraut. Wegen des Ausbruchs des Ersten Weltkriegs wurden die Bauarbeiten erst zwischen 1916 und 1919 ausgeführt. Der ursprüngliche Entwurf wurde wegen der Zeitumstände im Umfang vermindert, insbesondere entfiel der vorgesehene Kirchenbau.
Der Grundriss des einstöckigen Hauptgebäudes an der Steinhaldenstraße 52 hat die Form eines „d“. Die vier Gebäudeflügel mit Walmdächern und Dachgauben gruppieren sich atriumartig um einen rechteckigen Hof, wobei der rechte Flügel (beim Eingang) um rund 20 Meter länger als der gegenüberliegende Flügel ist. Eine Bogengalerie an der Schauseite dieses Flügels verleiht dem Gebäude zusammen mit dem weißen Verputz der Fassaden ein südliches Flair. Zehn graue Gussbetonsäulen mit Schmuckkapitellen stützen die Bogen der Arkaden.
Im langen Flügel sind die Feierhalle und ein Begegnungsraum untergebracht. Der nördliche Querflügel dient als Leichenhaus, und die Räume in den übrigen Flügeln sind für die Verwaltung und die Bewirtschaftung des Friedhofs vorgesehen. Das Verwalterhaus rechts vom Friedhofseingang an der Steinhaldenstraße 50 wurde als einstöckiges Gebäude mit Walmdach und Dachgauben erbaut.
Nördlich der Abteilung 133 steht eine moderne, große Unterstellhalle mit Sitzgelegenheiten und Toiletten. Das nach den Seiten offene Gebäude besteht aus einem scheinbar schwebenden Zeltdach, das sich an den vier Ecken mit wuchtigen Ausläufern im Boden abstützt. Bei Abteilung 62 befindet sich ein luftiger Rastplatz mit Sitzbänken in einer großen Pergolalaube. Zwei viereckige Wasserbecken könnten die Wirkung dieser Ruheoase noch steigern, wenn sie nicht trockengelegt wären.
| → Weitere Fotos |
| - Friedhofsgebäude, Ansicht Steinhaldenstraße. - Friedhofsgebäude und Haupteingang, Ansicht Steinhaldenstraße. - Unterstellhalle. |
| - Schmuckkapitelle der Bogengalerie des Friedhofsgebäudes.                                                                        |

## Gräberfelder
Auf dem Friedhof befinden sich Gräberfelder für die Fliegeropfer des Zweiten Weltkrieges, für die Opfer von Euthanasiemorden und für osteuropäische Zwangsarbeiter, die in Stuttgart verstarben. Zwei weitere Gräberfelder sind für die Bestattung armenischer bzw. muslimischer Verstorbener reserviert.

### Fliegeropfer

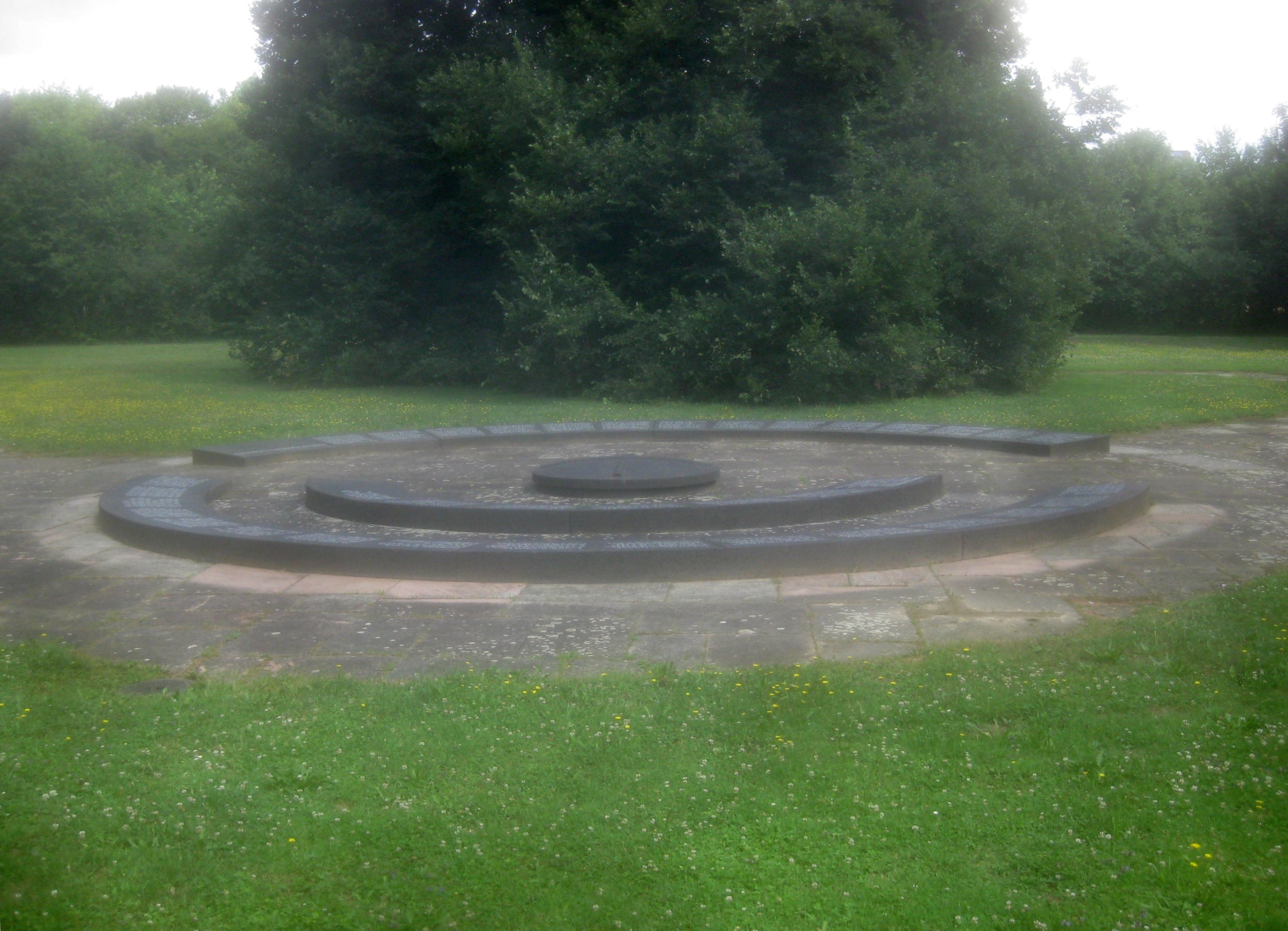
Mittleres Mahnmal des Fliegeropferfelds.

In der Nähe der Feierhalle verweist ein Hinweisschild auf das „Ehrenfeld Fliegeropfer“. Wenn man der Hauptallee bis zum Ende folgt, trifft man auf die Abteilung 41 mit drei Mahnmalen und über 1300 Gedenkplatten für die Fliegeropfer. Die Erinnerungsstätte wurde 1956 nach den Plänen der Stuttgarter Landschaftsarchitektin Käthe Haag entworfen und eingeweiht. Die Stätte ist den Fliegeropfern des Zweiten Weltkriegs gewidmet, besonders den 1459 Opfern, die beim Bombenangriff in der Nacht des 12. September 1944 ums Leben kamen.
Die drei Mahnmale sind als Kreisflächen mit einem Durchmesser von etwa 10 Metern gestaltet, die in Abständen von 10 Metern nebeneinander angeordnet sind. Der Boden der Mahnmale ist konzentrisch mit grauen Steinplatten ausgelegt. In der Mitte liegt jeweils eine erhöhte runde Platte, beim mittleren Mahnmal mit dem Relief eines Kreuzzeichens, beim linken Mahnmal mit der Umschrift „Den Opfern aus schwerer Zeit“ und beim rechten Mahnmal mit den Jahreszahlen 1940 bis 1945. Das mittlere Mahnmal ist von drei steinernen Kreissegmenten umgeben. Sie tragen die Inschrift „Unsere Vermissten“ und 136 Inschriften mit Namen und Lebensdaten vermisster Fliegeropfer.
Die Felder oberhalb und unterhalb der Mahnmale waren ursprünglich mit einem Raster von über 1300 runden Gedenkplatten belegt, von denen inzwischen viele verschwunden sind. Die Platten tragen Namen und Lebensdaten einer Einzelperson, etwa zwei Dutzend größere Platten sind mehreren Personen gewidmet.

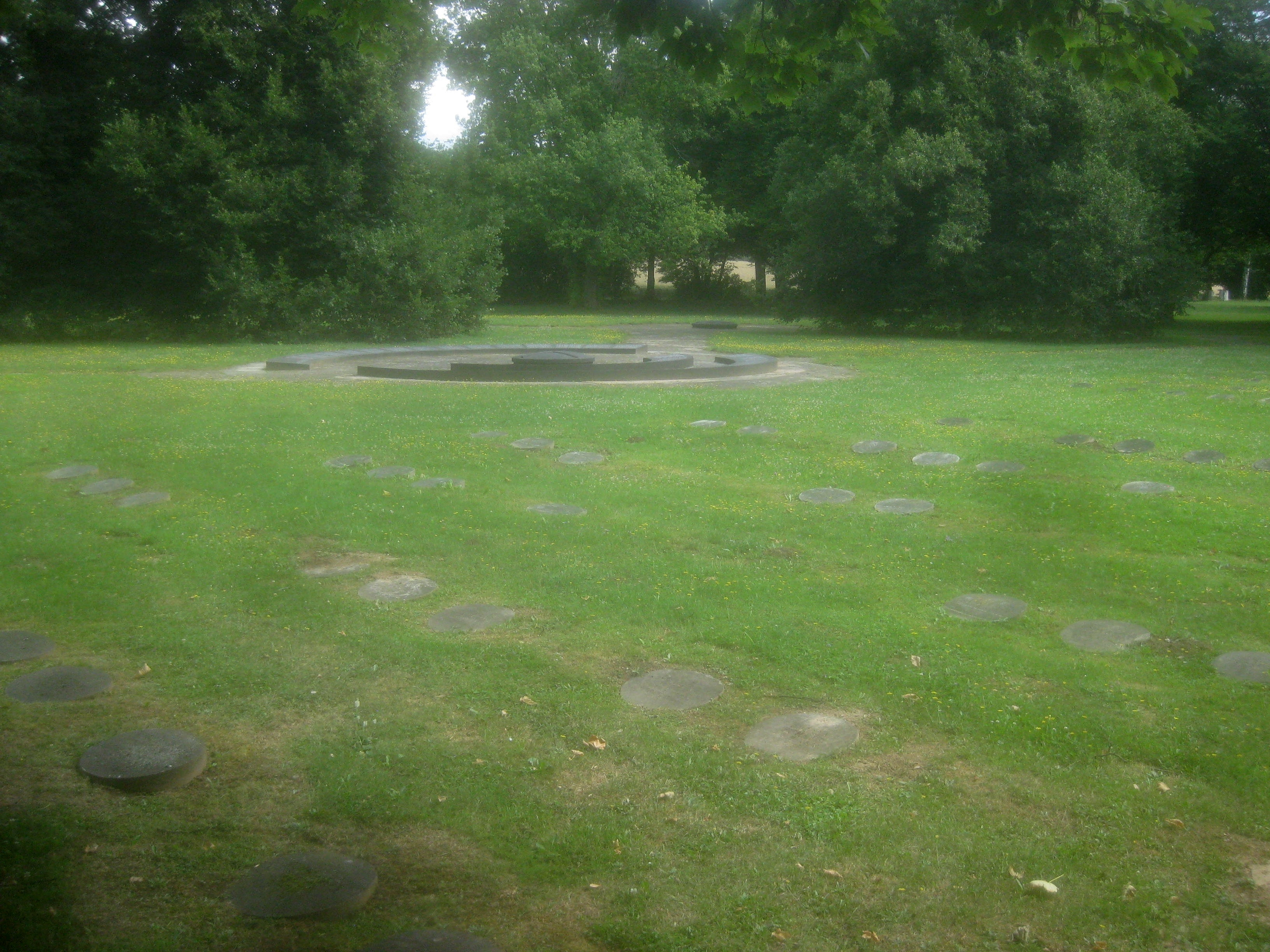
Mittleres Mahnmal, vorn: Gedenkplattenfeld.
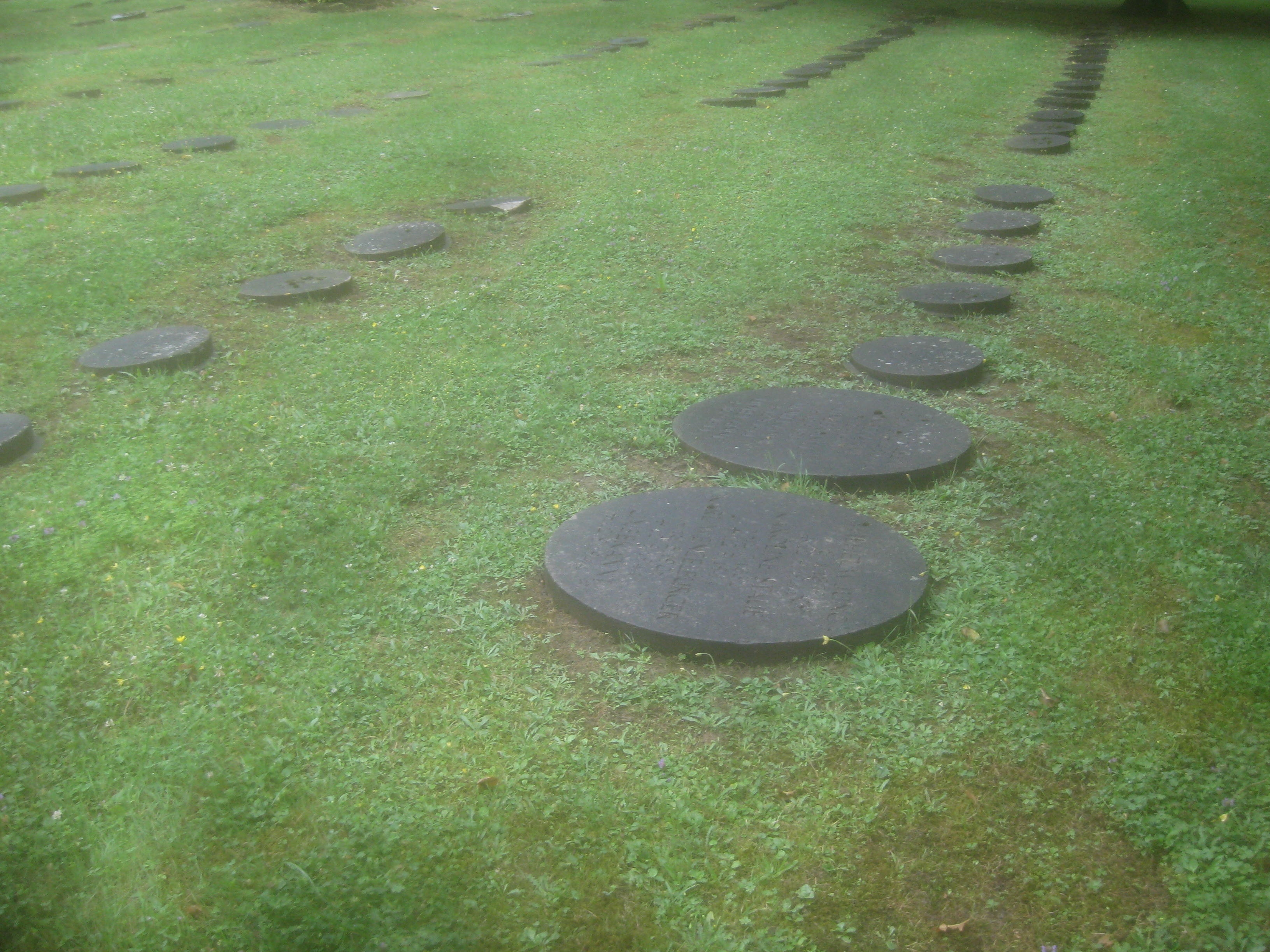
Gedenkplattenfeld, vorn rechts: 2 Gedenkplatten für mehrere Personen.
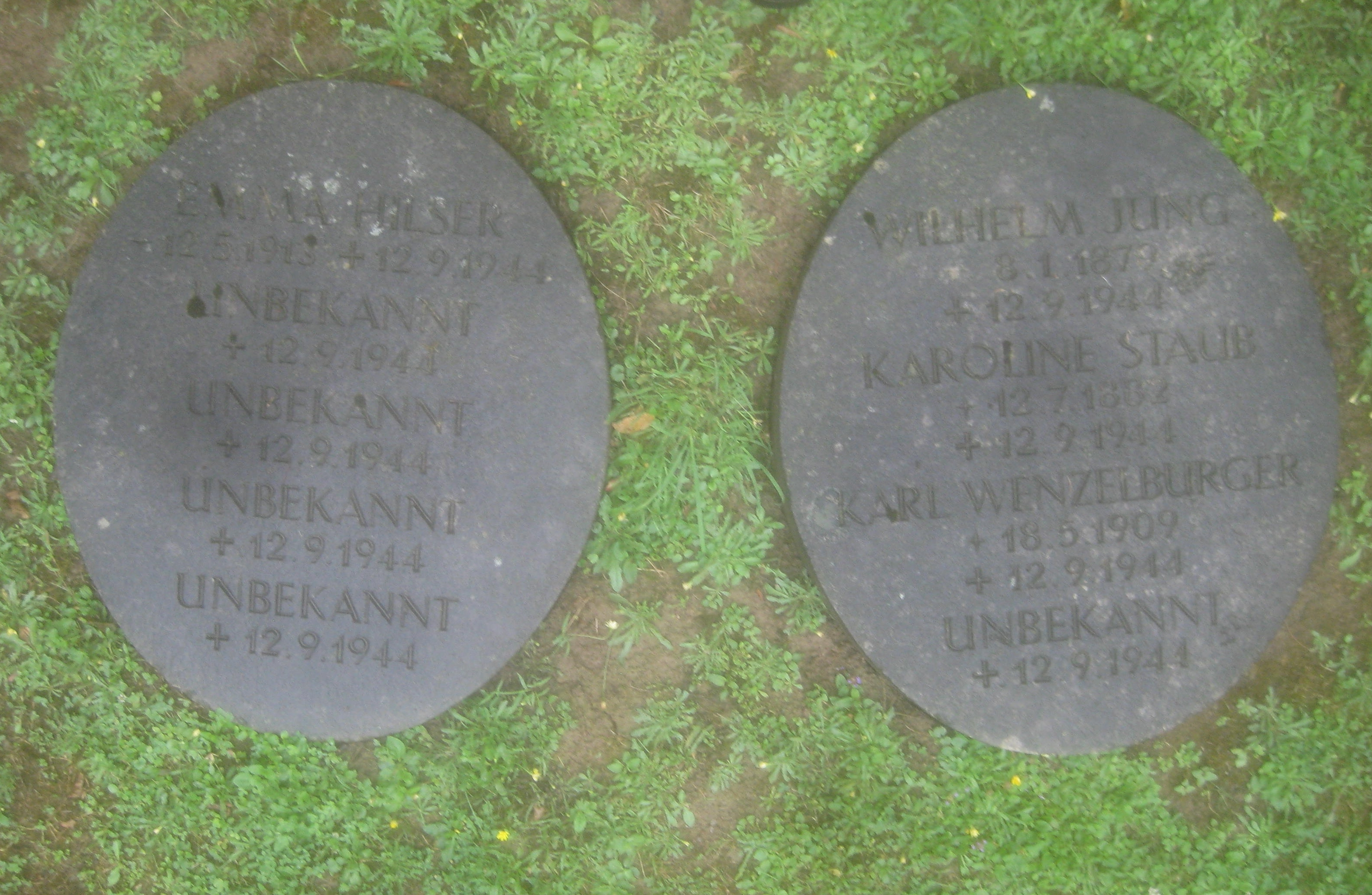
Gedenkplatten für mehrere Personen.

### Opfer der Krankenmorde

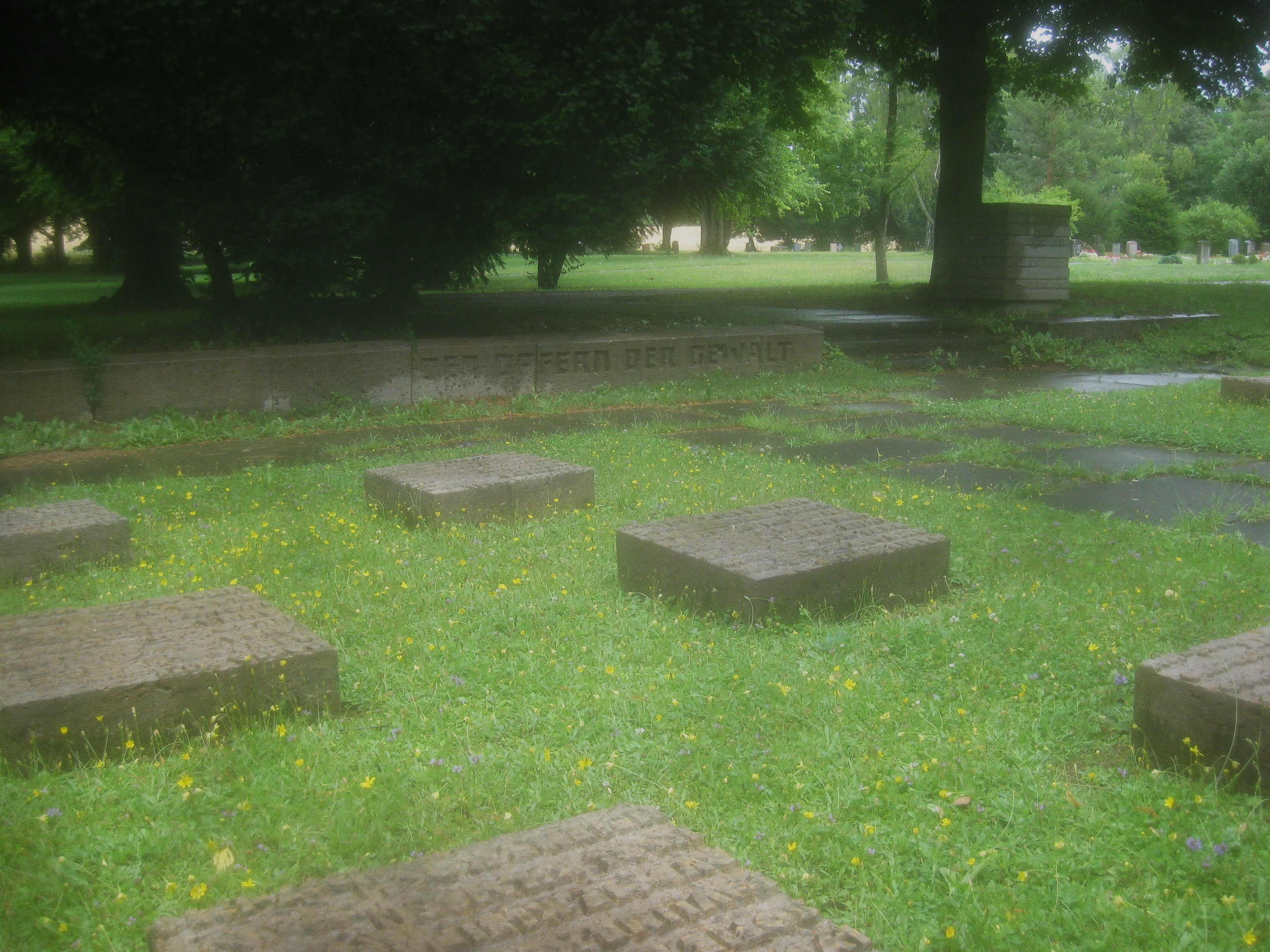
Gräberfeld der Euthanasieopfer, rechts hinten: Mahnmal.

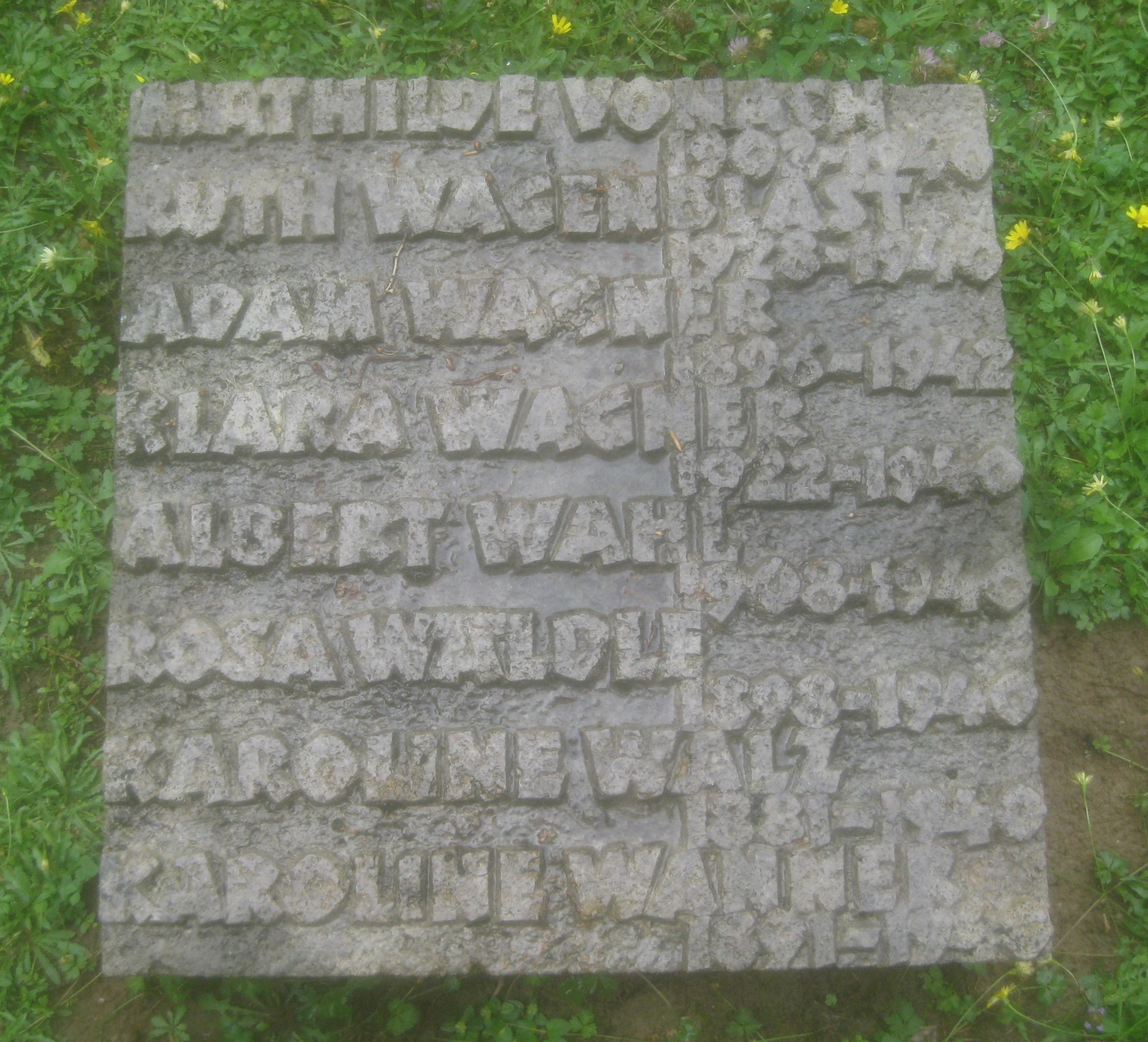
Gedenkplatte.

Die Hauptallee des Friedhofs beginnt am Haupteingang bei der Feierhalle und endet bei den Abteilungen 40 und 41. Die große Abteilung 41 wird als „Ehrenfeld Fliegeropfer“ bezeichnet. Die kleine Abteilung 40 ist namentlich nicht gekennzeichnet, im Gegenteil zum „Ehrenfeld Fliegeropfer“ gibt es auch keine Wegweiser zur Abteilung (das gleiche gilt für die Gräberfelder der Zwangsarbeiter und der Armenier).
Die Abteilung 41 hat die Form eines schmalen, liegenden Rechtecks. Wenn man sie bei der rechten oberen Ecke betritt, trifft man auf einen wuchtigen grauen Steinwürfel. Der Würfel hat eine Seitenlänge von etwa einem Meter und trägt als Inschriften die Namen von acht Tötungsanstalten der Nazis: Grafeneck, Hadamar, Hartheim, Sonnenstein, Brandenburg, Buchenwald, Dachau und Bernburg.
Eine Treppe mit drei Stufen führt hinab zu einem regelmäßig angelegten Feld von Liegeplatten, das ein Viertel der Abteilung einnimmt. Eine niedrige Mauer konfrontiert den Besucher mit der Inschrift „Den Opfern der Gewalt“. Das Gräberfeld besteht aus 34 liegenden Gedenkplatten aus Muschelkalk. Jede Platte trägt die teilweise nur noch schwer lesbaren Inschriften mit den Namen sowie dem Geburts- und Sterbejahr von acht Verstorbenen.
Das Gräberfeld birgt die Urnen von 271 „Euthanasie“-Opfern. Auf der Webseite der Stadt Stuttgart erfährt man unter dem Stichwort „Hauptfriedhof“ nichts über den Würfel und das Gräberfeld der Abteilung 40. Auch die Suche nach „Euthanasie“ führt auf der Webseite der Stadt Stuttgart zu keinem Ergebnis, aber die Google-Suche nach „Hauptfriedhof Stuttgart Euthanasie“ findet eine gut versteckte Notiz der Stadt:
„Auf dem Hauptfriedhof befindet sich ein Ehrenfeld für 271 Opfer des NS-Krankenmords (sog. Euthanasie). Feierstunde am 12. November 1962. In den Jahren 1940 bis 1942 sind dem Friedhofsamt rund 380 Urnen aus den Tötungsanstalten der Mordaktion übersandt worden. Bei etwa 100 Toten konnten Angehörige ermittelt und die Urnen übergeben werden. Die übrigen Urnen wurden in einem Gräberfeld mit 271 Urnen bestattet, deren Namen auf 34 Muschelkalkquadern geschrieben stehen.“

### Zwangsarbeiter
In der Nordwest-Ecke des Friedhofs befindet sich ein zweigeteiltes Gräberfeld für osteuropäische Zwangsarbeiter. Den nördlichen, größeren Teil des Gräberfelds nimmt die baumbestandene Abteilung 26 ein. Auf dem Feld stehen, unregelmäßig verstreut, 20 Gedenksteine für bis zu 360 Zwangsarbeiter. Jeder Gedenkstein trägt auf Vorder- und Rückseite jeweils die Namen und Lebensdaten von bis zu 18 Personen, die in den Jahren 1941 bis 1945 verstorben sind.
Die Zwangsarbeiter, denen die Gedenksteine gewidmet sind, wurden in der Nazisprache beschönigend als „Ostarbeiter“ bezeichnet, ein Begriff, der auch nach der Nazizeit teilweise unwissentlich weiterverwendet wurde. Zwischen den Gedenksteinen finden sich auch zwei kleine Grabsteine für zwei polnische Säuglinge, die hier 1948 begraben wurden.
Südlich von Abteilung 26 befindet sich in Abteilung 24 und rechts daneben in Abteilung 21 am Wegrand der zweite Teil des Gräberfeldes mit 9 Gedenkstelen für etwa 200 osteuropäische Zwangsarbeiter. Eine der Stelen trägt an den vier Seiten das Russische Kreuz, zum Zeichen, dass hier russisch-orthodoxe Gläubige begraben sind. Die übrigen 8 Stelen tragen an drei Seiten je 8 Inschriften mit Namen und Lebensdaten von bestatteten Zwangsarbeitern.
Ähnlich wie bei dem Gräberfeld für die Euthanasieopfer fehlt jeder Hinweis und jede Erklärung für das Gräberfeld der osteuropäischen Zwangsarbeiter. Die Suche nach dem Begriff „Zwangsarbeiter“ auf der Webseite der Stadt Stuttgart ergibt das lapidare Ergebnis: „Denkmal für die Zwangsarbeiter – Hauptfriedhof“. Die Google-Suche nach „Hauptfriedhof Stuttgart Zwangsarbeiter“ ergibt den kargen Satz: „Auf dem Hauptfriedhof erinnert ein Ehrenfeld an die in Stuttgart umgekommenen Zwangsarbeiter.“
| - Gedenkstein am Fuß einer mächtigen Fichte. | - Stele mit Russischem Kreuz. - Gedenkstele. |

### Armenier
Gegen Ende 1944 kamen angesichts des Vormarschs der Roten Armee viele Armenier aus dem Osten Deutschlands nach Stuttgart und wurden dort als Zwangsarbeiter beschäftigt. Im Oktober 1945 überließen die amerikanischen Militärbehörden die Funkerkaserne in Bad Cannstatt armenischen und ukrainischen Displaced Persons („Heimatlose Ausländer“). Zeitweise waren bis zu 3000 Armenier und etwa 150 Ukrainer in den Gebäuden untergebracht. 1950 verließen die letzten Bewohner die Kaserne.
Zur Bestattung der armenischen Toten wurde während des Zweiten Weltkriegs 1944 in Abteilung 15 ein armenisches Gräberfeld eröffnet. In Abteilung 15b sind noch etwa 50 Grabmäler aus den 1940er und 1950er Jahren erhalten, meist in einem altersbedingt schlechten Zustand. Das Gräberfeld wird weiterhin zur Beerdigung von Bürgern armenischer Herkunft genutzt. In der linken oberen Ecke der Abteilung 15b ließ 1987 der Rat der Armenisch-Apostolischen Kirche Baden-Württemberg einen Kreuzstein (Chatschkar) als Denkmal aufstellen. Der Kreuzstein trägt die Inschrift: „Zum Gedenken an die Opfer des armenischen Volkes“.
| - Armenisches Gräberfeld in Abteilung 15b, rechts: Denkmal. | - Altes armenisches Grabmal. - Neues armenisches Grabmal. |

### Muslime

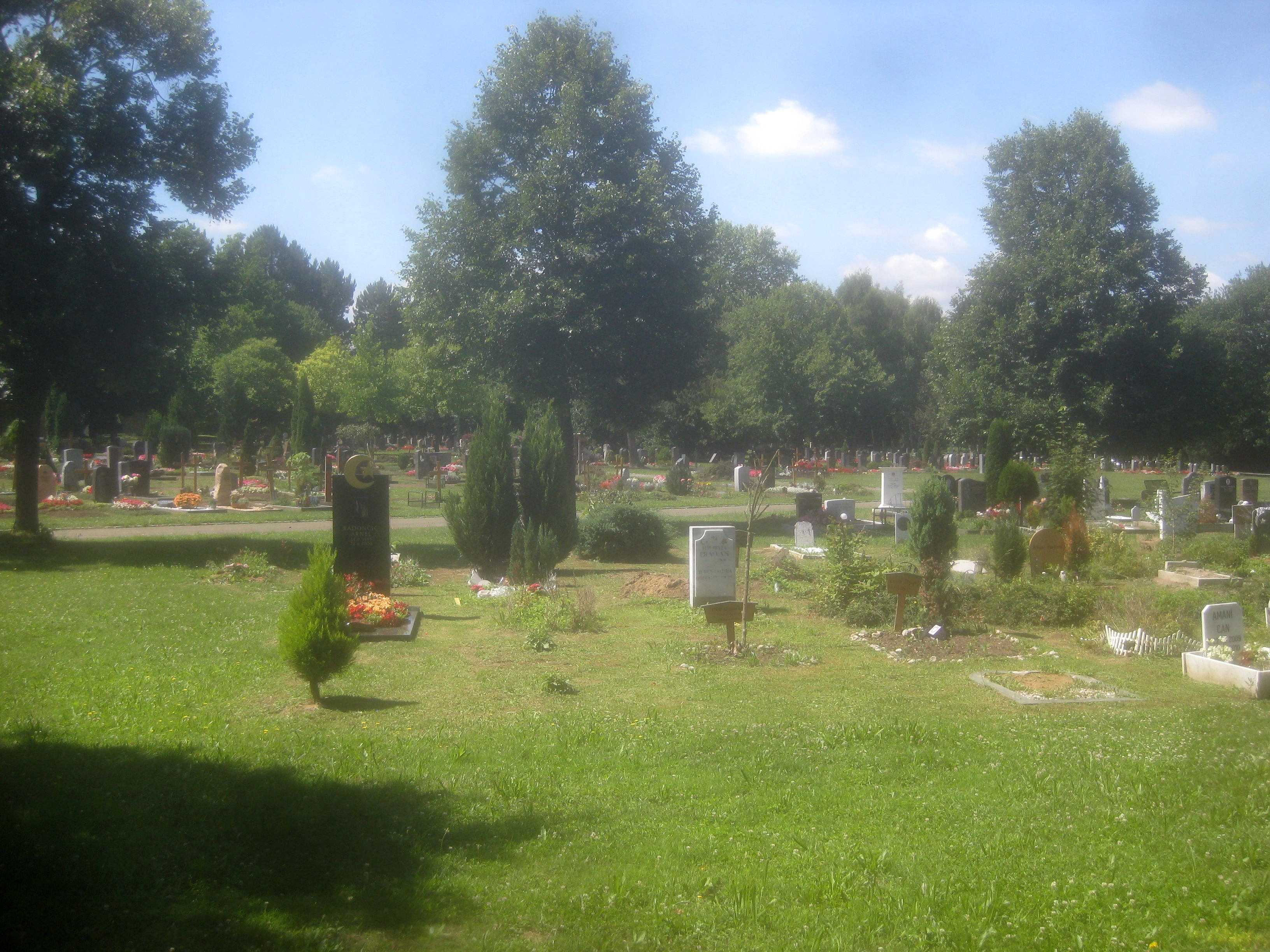
Muslimisches Gräberfeld.

1985 wurde in den beiden Abteilungen 169 und 171 ein muslimisches Gräberfeld für etwa 700 Grabstellen angelegt. Die beiden dreieckigen Flächen liegen am nordöstlichen Rand des Friedhofs entlang eines diagonal nach Nordosten verlaufenden Wegs. Seit 1986 werden hier verstorbene Muslime bestattet.
Die Journalistin Eva Funke berichtete 2012 in den Stuttgarter Nachrichten, dass sich damals jährlich nur etwa 35 Muslime auf dem Hauptfriedhof begraben ließen. Rund 90 Prozent der Stuttgarter Muslime ließen sich in ihrer türkischen Heimat bestatten, weil in Stuttgart nicht alle islamischen Bestattungsrituale erlaubt sind, und weil die Bestattungskosten in Stuttgart mehr als doppelt so hoch sind als die Kosten für die Überführung in die Türkei und die dortige Bestattung.
Die Grabstätten sind gemäß dem islamischen Bestattungsritus nach Mekka ausgerichtet. Die Gestaltung der einzelnen Gräber richtet sich nach der jeweiligen Glaubensrichtung eines Verstorbenen. Die Gräber tragen am Kopfende einen Grabstein, eine Stein- oder Holzstele oder eine Holztafel mit Inschriften in lateinischer und arabischer Schrift, seltener auch mit einem Foto des Verstorbenen. Die eingeebneten oder leicht erhöhten Grabhügel werden von einer niedrigen Grabeinfassung aus weißen Kieselsteinen oder aus Steinplatten umrahmt oder mit einem niedrigen Holzzäunchen oder Metallgeländer eingezäunt. Selten ist der Grabhügel mit einer Steinplatte abgedeckt. Die Gräber tragen keinen oder nur natürlichen Bewuchs, sind mit weißen Steinen belegt und seltener mit Blumen und anderen Pflanzen geschmückt.
| → Muslimische Gräber (Fotos) |
|                              |
|                              |

## Grabanlagen
Einige Grabanlagen sind als Gemeinschaftsanlagen angelegt. Rasengräber sind für Urnenbestattungen reserviert, andere Gemeinschaftsgräber sind für Erdbestattungen oder für Urnenbestattungen vorgesehen.

### Rasengräber
Rasengräber sind Urnengräber auf festgelegten Rasenflächen des Friedhofs in den Abteilungen 75, 78 und 82 (Foto). Es gelten bestimmte Vorschriften, die dem parkähnlichen Charakter des Friedhofs Rechnung tragen. Die Grabstätten sind durch einen quadratischen Liegestein mit Namen und Lebensdaten des Verstorbenen gekennzeichnet.

### Gemeinschaftsgräber

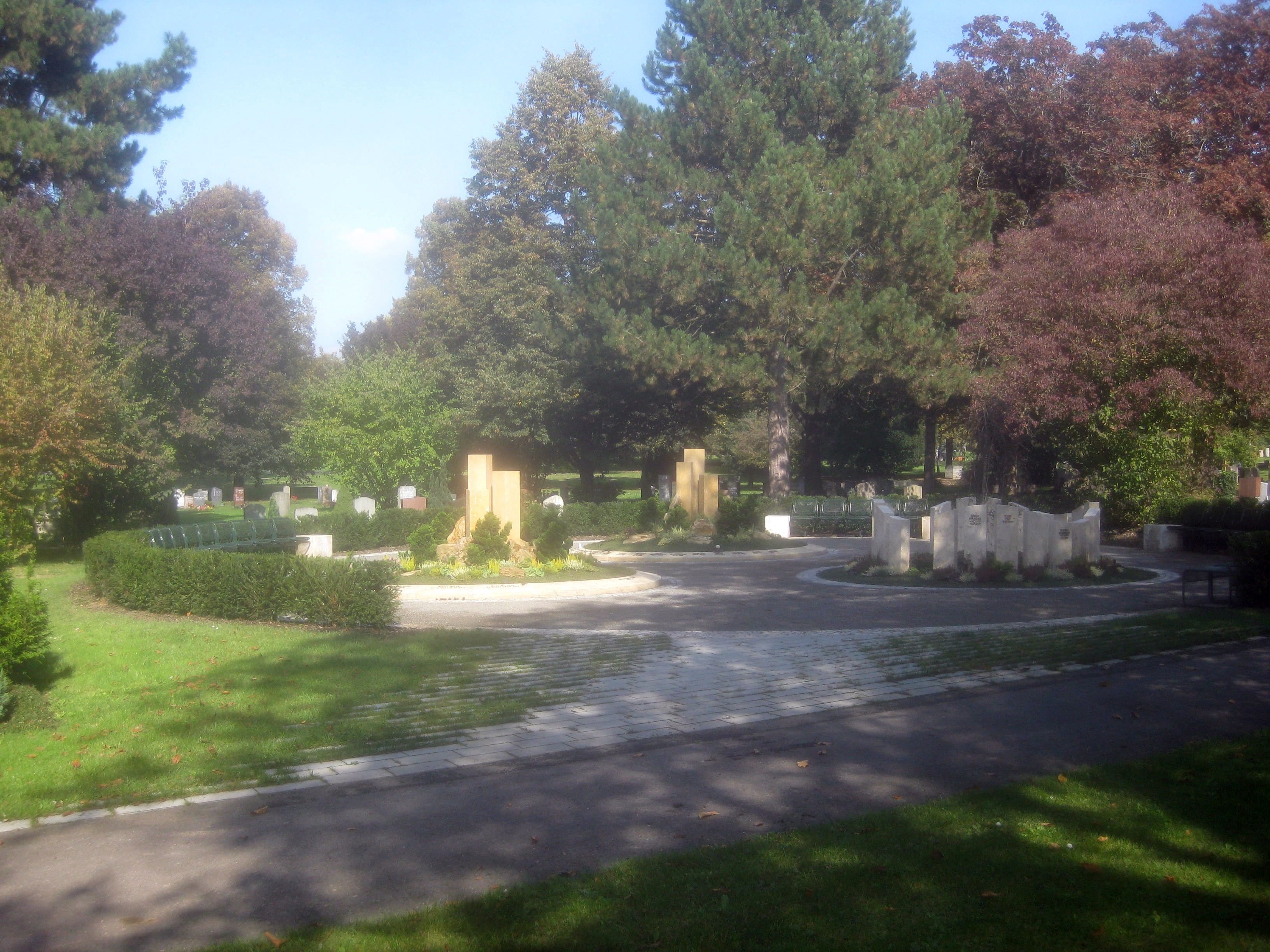
Urnengemeinschaftsanlage in Abteilung 39.

Gemeinschaftsgräber sind Grabfelder, die mehreren Erd- oder Urnengräbern Platz bieten und deren Pflege von beauftragten Steinmetzen und Friedhofsgärtnern oder einer Organisation wahrgenommen wird. Dazu gehören die folgenden Grabanlagen:
- Die Grabanlage in Abteilung 39 besteht aus drei Rondellen mit Urnengemeinschaftsgräbern, die sich innerhalb eines äußeren Rondells gruppieren. Dieses ist von hohen Bäumen umgeben und mit einer Hecke eingefasst. Zwei der inneren Rondelle tragen in ihrer Mitte drei unterschiedlich hohe, gelbe Steinstelen. Das dritte innere Rondell wird von kreisförmig aufgestellten grauen Steinstelen gesäumt, deren Oberkanten eine Wellenlinie bilden.

- In Abteilung 55 befindet sich eine Grabanlage der Rotkreuzschwestern (Foto). Ein wuchtiges Steinkreuz mit der Inschrift „Ich bin die Auferstehung und das Leben“ steht an der Spitze der einheitlich gestalteten Liegeplattengräber, links und rechts des Kreuzes liegen vier Sammelplatten mit den Namen und Lebensdaten von etwa 80 Schwestern.

- Die Grabanlage in Abteilung 77a besteht aus 9 niedrigen, pultförmigen Gedenksteinen mit den Namen und Lebensdaten von bis zu 12 Verstorbenen (Foto). Die Steine stehen in einem Halbrund um eine Rasenfläche, in deren Mitte sich die mannshohe Bronzeskulptur einer keimenden Pflanze erhebt.

- Durch die Grabanlage in Abteilung 90 zieht sich ein geschwungener Weg, der sich in der Mitte zu einer linsenförmigen Insel erweitert (Foto). Bei und auf der Insel gruppieren sich die stelenartigen Grabsteine.

- In Abteilung 133, bei der großen Unterstehhalle, befindet sich eine einheitlich gestaltete Anlage mit Liegeplattengräbern für Diakonissenschwestern (Foto). Auf einem Rasenquadrat innerhalb der Anlage erhebt sich ein stählernes Hochkreuz.

## Israelitischer Friedhof

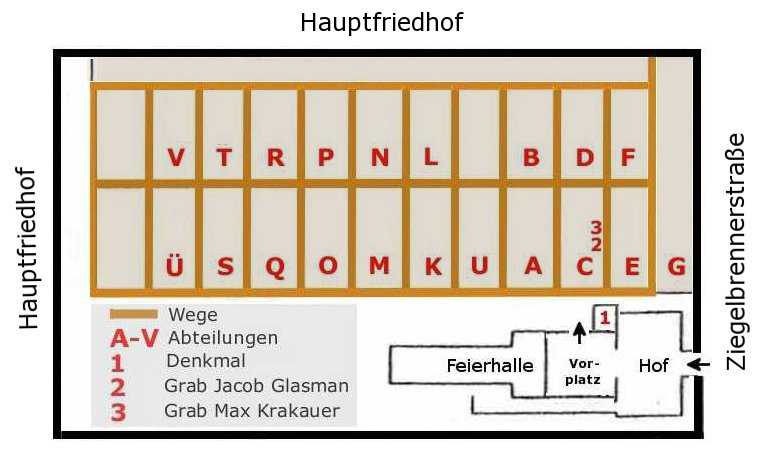
Israelitischer Friedhof, Schemaplan, 2017.

Der Israelische Friedhof, ein rechteckiges Gräberfeld von etwa 1,5 Hektar, liegt im Südosten des Hauptfriedhofs auf einem durch hohe Hecken abgetrennten Gelände an der Ziegelbrennerstraße 23 (Karte: ). Der Friedhof wurde zwischen 1938 und 1940 angelegt, weil im Israelitischen Teil des Pragfriedhofs die Plätze knapp wurden. Die Feierhalle wurde 1939 erbaut, 1946 und 1962 umgebaut. Seit 1945 finden jüdische Beisetzungen fast ausschließlich auf diesem Friedhof statt.
Die Grabfelder liegen in den Abteilungen A bis V, die sich zwischen dem südlichen und dem nördlichen Verbindungsweg erstrecken. Die Gräber wurden in der Regel in der Reihenfolge der Abteilungsbuchstaben belegt. Die frühesten Gräber befinden sich in Abteilung A und in Abteilung U. Der Buchstabe U steht für Urnenhain, zur Unterscheidung erhielt die Abteilung zwischen den Abteilungen T und V den Buchstaben Ü. In den 1940er Jahren wurden im Urnenhain etwa ein Dutzend Personen ohne Grabstein beigesetzt. An sie erinnert ein einfacher Ziegelstein mit ihrem Namen und Todesdatum.
An der Fassade der Feierhalle ist rechts vom Eingang eine einfache Gedenktafel angebracht (Foto), die an die 6.000.000 Opfer des Holocaust erinnert. Vom Vorplatz der Feierhalle führt eine breite Treppe zu den Abteilungen des Friedhofs. In einer hainartigen Ecke zur Rechten steht ein Denkmal für die Opfer der Shoah. Eine schwarze Steinstele trägt an der Vorderseite die Inschrift „Zum ewigen Gedenken an die jüdischen Gefallenen und Opfer der Shoah 1933–1945“ in deutscher und russischer Sprache, an der Rückseite die hebräische und die englische Übersetzung. Den Abschluss der Stele bildet ein stilisierter siebenarmiger Leuchter (Menora) aus grauem Stein.

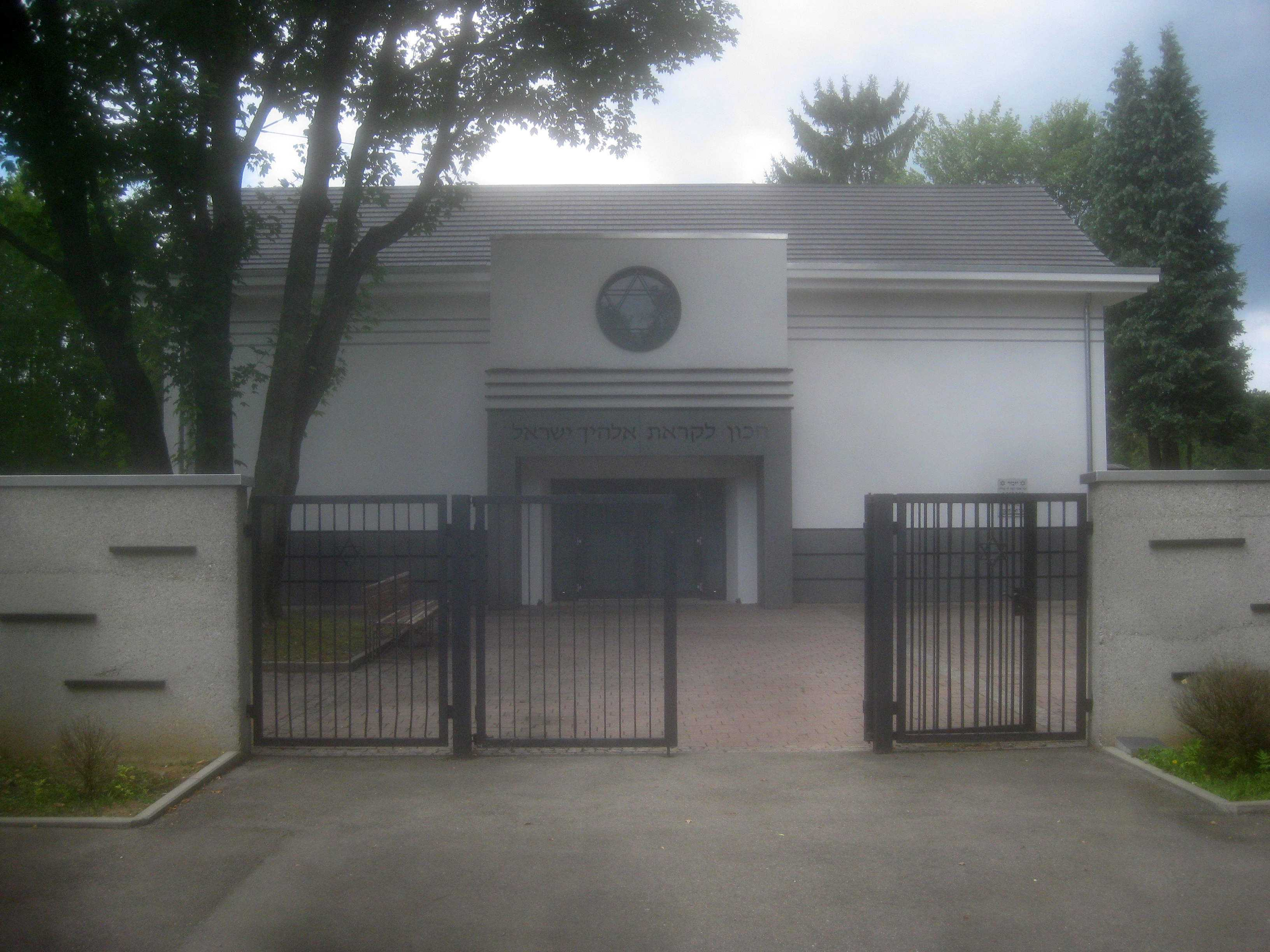
Feierhalle.
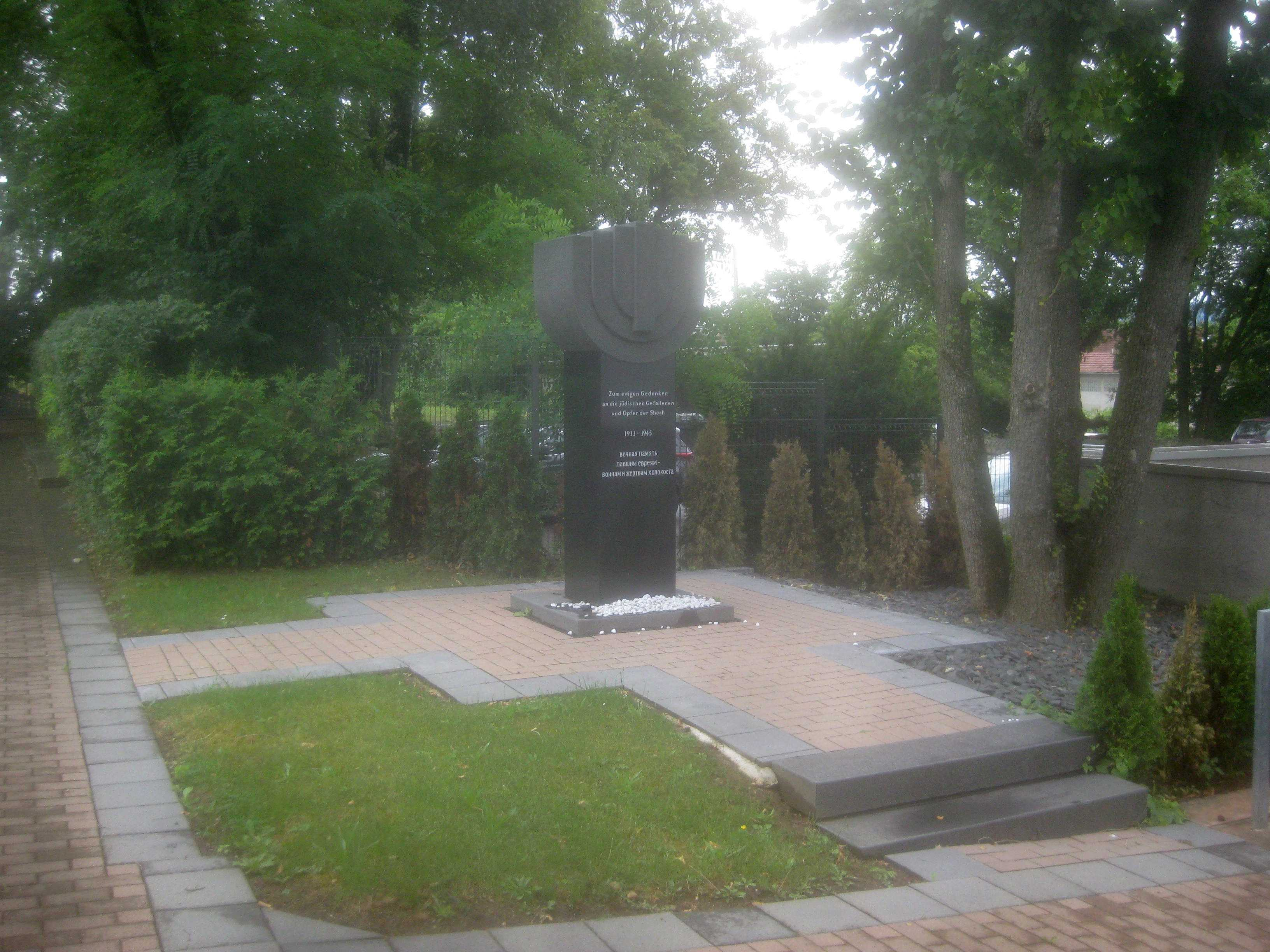
Denkmal.
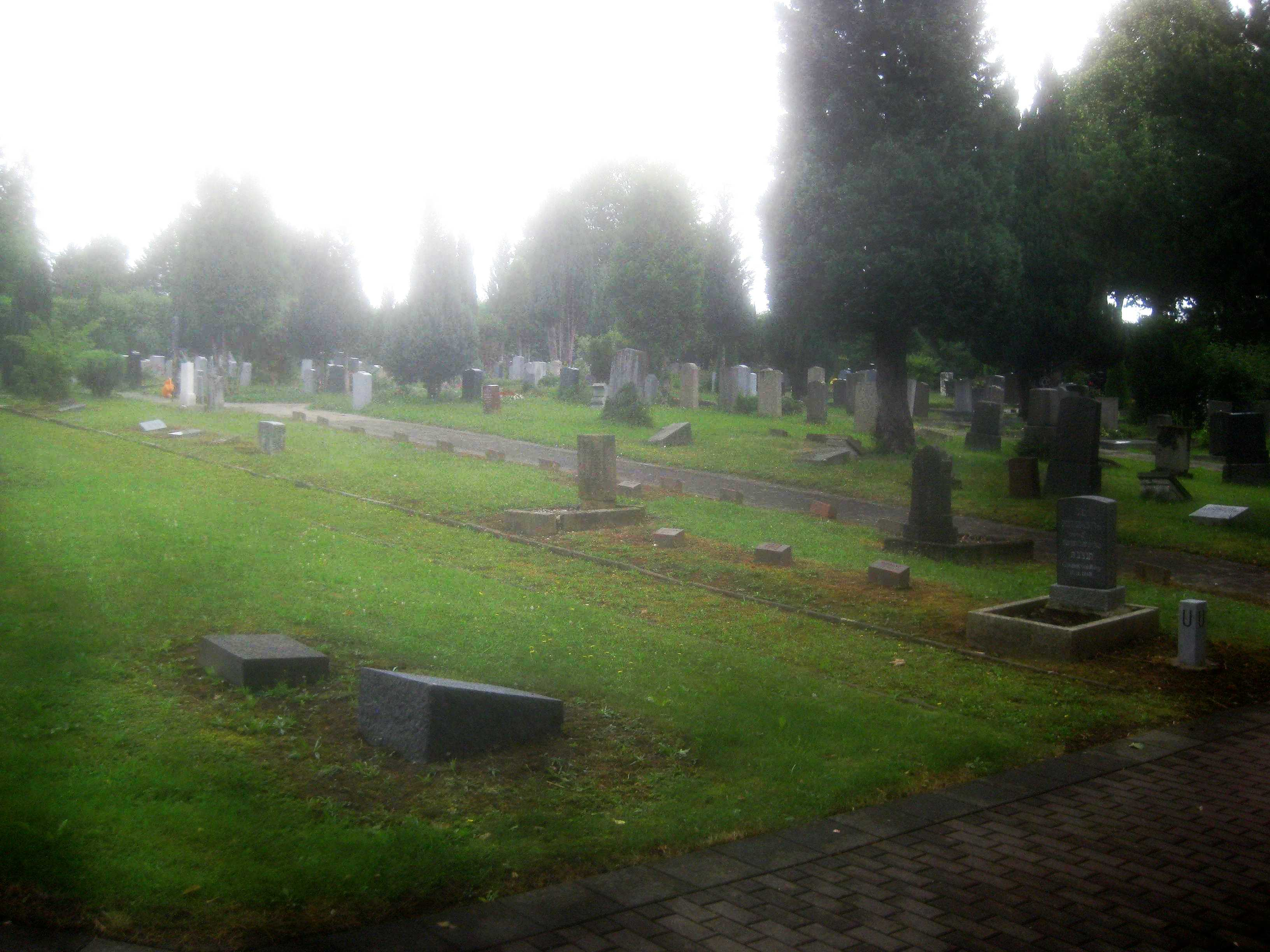
Abteilung U (Urnenhain).

| → Weitere Fotos |
| - Treppe vom Vorplatz der Feierhalle zu den Gräbern. - Ziegelstein-Grabmäler in Abteilung U (Urnenhain). - Neuerer Teil des Friedhofs. |
| - Abteilung A, Gräber aus den 1940er Jahren. - Abteilung A, Säuglingsgrab von 1948. - Nördlicher Verbindungsweg.                       |

## Gräber
| → Spaltenlegende und -sortierung | |
| Legende | |
| \| # \| Nummer der Abteilung, in der sich das Grab befindet. Die Lage der Abteilungen geht aus dem Friedhofsplan (siehe oben) hervor. \| \| P \| Grab eines Prominenten. \| \| K \| Grab mit Kunstwerk oder ein Grab, das aus anderen Gründen bemerkenswert ist. \| \| * \| Geburtsjahr. \| \| † \| Todesjahr. \| | |
| Sortierung | |
| - Eine Spalte sortieren: das Symbol im Spaltenkopf anklicken. Spalte Grab/Künstler: Sortierung nach dem Familiennamen. - Nach einer weiteren Spalte sortieren: Umschalttaste gedrückt halten und das Symbol anklicken. - Anfangssortierung: nach dem Familiennamen in der Spalte Grab.                            | |
| # | Nummer der Abteilung, in der sich das Grab befindet. Die Lage der Abteilungen geht aus dem Friedhofsplan (siehe oben) hervor. |
| P | Grab eines Prominenten. |
| K | Grab mit Kunstwerk oder ein Grab, das aus anderen Gründen bemerkenswert ist.                                                  |
| * | Geburtsjahr. |
| † | Todesjahr. |

### Hauptfriedhof
| Abbildung | #  | P | K | Grab                                                                             | *    | †    | Objekt                                                          |
| --------- | -- | - | - | -------------------------------------------------------------------------------- | ---- | ---- | --------------------------------------------------------------- |
|           | 11 | P |   | Willi Bleicher, Gewerkschafter und NS-Widerstandskämpfer.                        | 1919 | 1981 |                                                                 |
|           | 13 | P |   | Herbert Czaja, Bundestagsabgeordneter und Präsident des Bundes der Vertriebenen. | 1914 | 1997 | Karl Ulrich Nuss, Skulptur eines sitzenden, segnenden Christus. |
|           | –  |   | K | Dimitry Kosmowicz, belarussischer Nazikollaborateur                              | 1909 | 1991 |                                                                 |
|           | –  | P |   | Karl Marx, Komponist, Grab abgeräumt (2017).                                     | 1897 | 1985 |                                                                 |
|           | 13 | P |   | Gerhard Mayer-Vorfelder, Sportfunktionär und CDU-Politiker.                      | 1933 | 2015 |                                                                 |

### Israelitischer Friedhof
| Abbildung | # | P | K | Grab                   | *    | †    | Objekt                                      |
| --------- | - | - | - | ---------------------- | ---- | ---- | ------------------------------------------- |
|           | C |   | K | Jacob Glasman.         | 1912 | 2003 | Plastische Darstellung der Stadt Jerusalem. |
|           | C |   | K | Max und Ines Krakauer. | 1888 | 1965 |                                             |

## Grabmalkunst

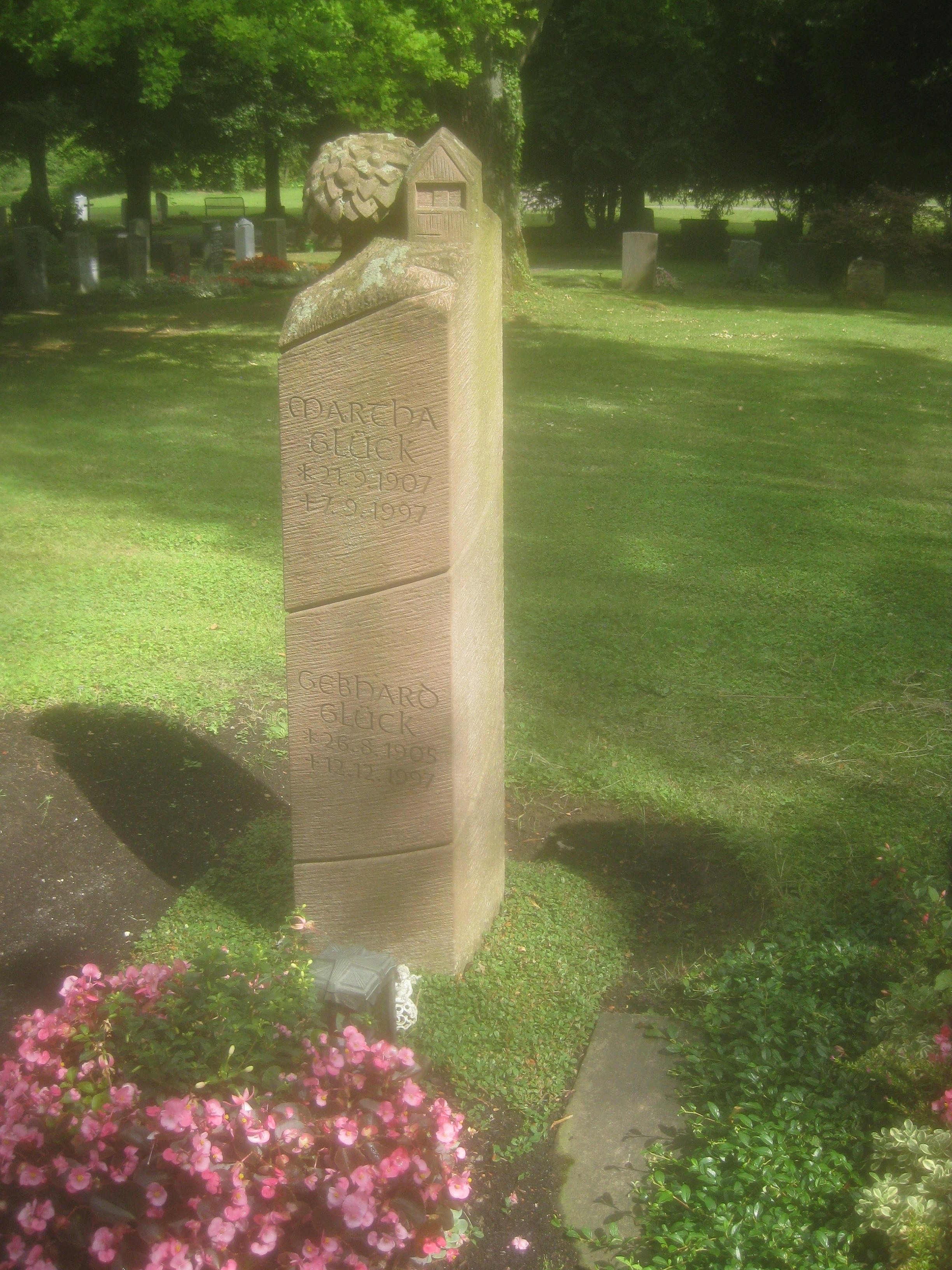
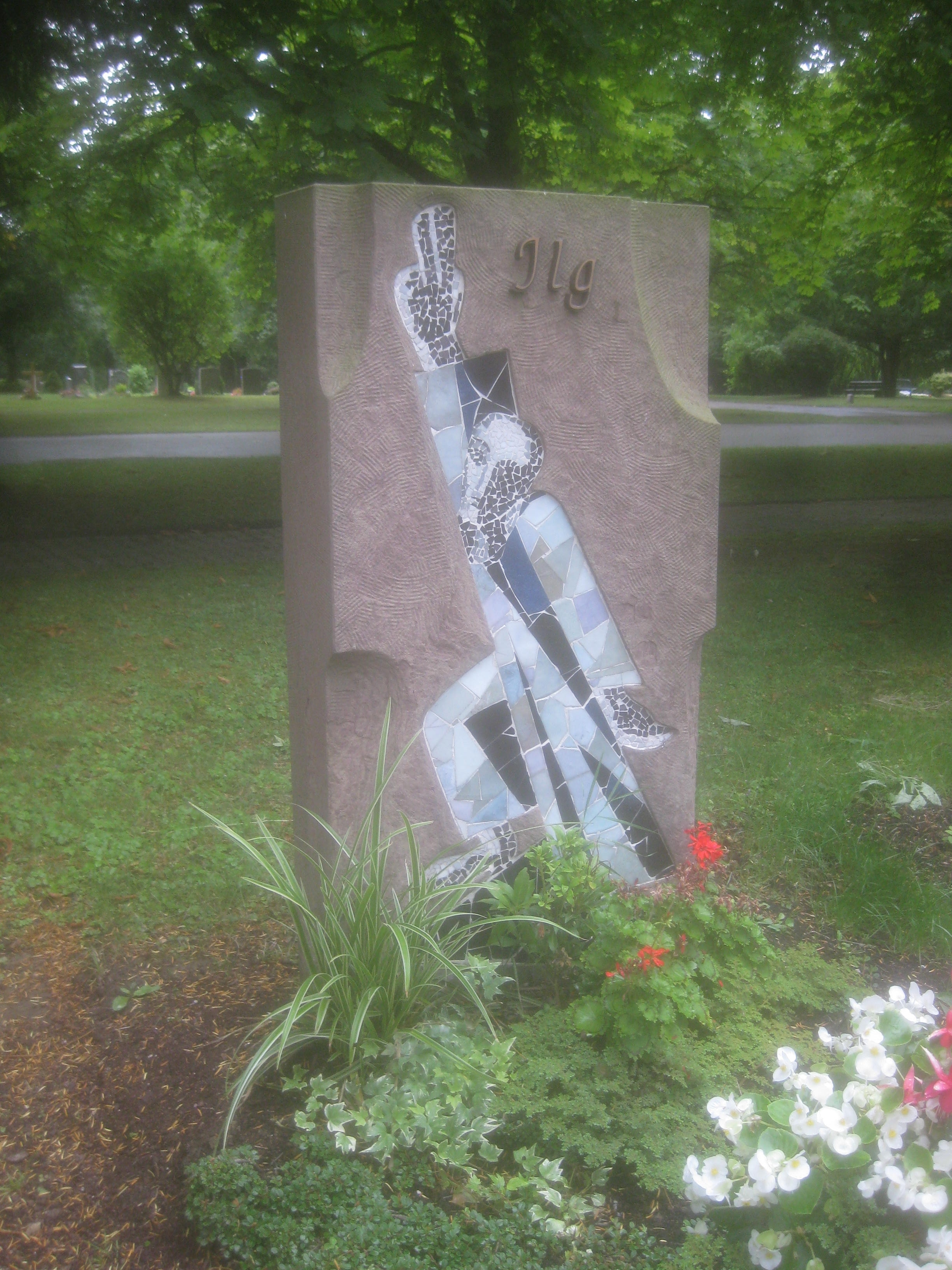
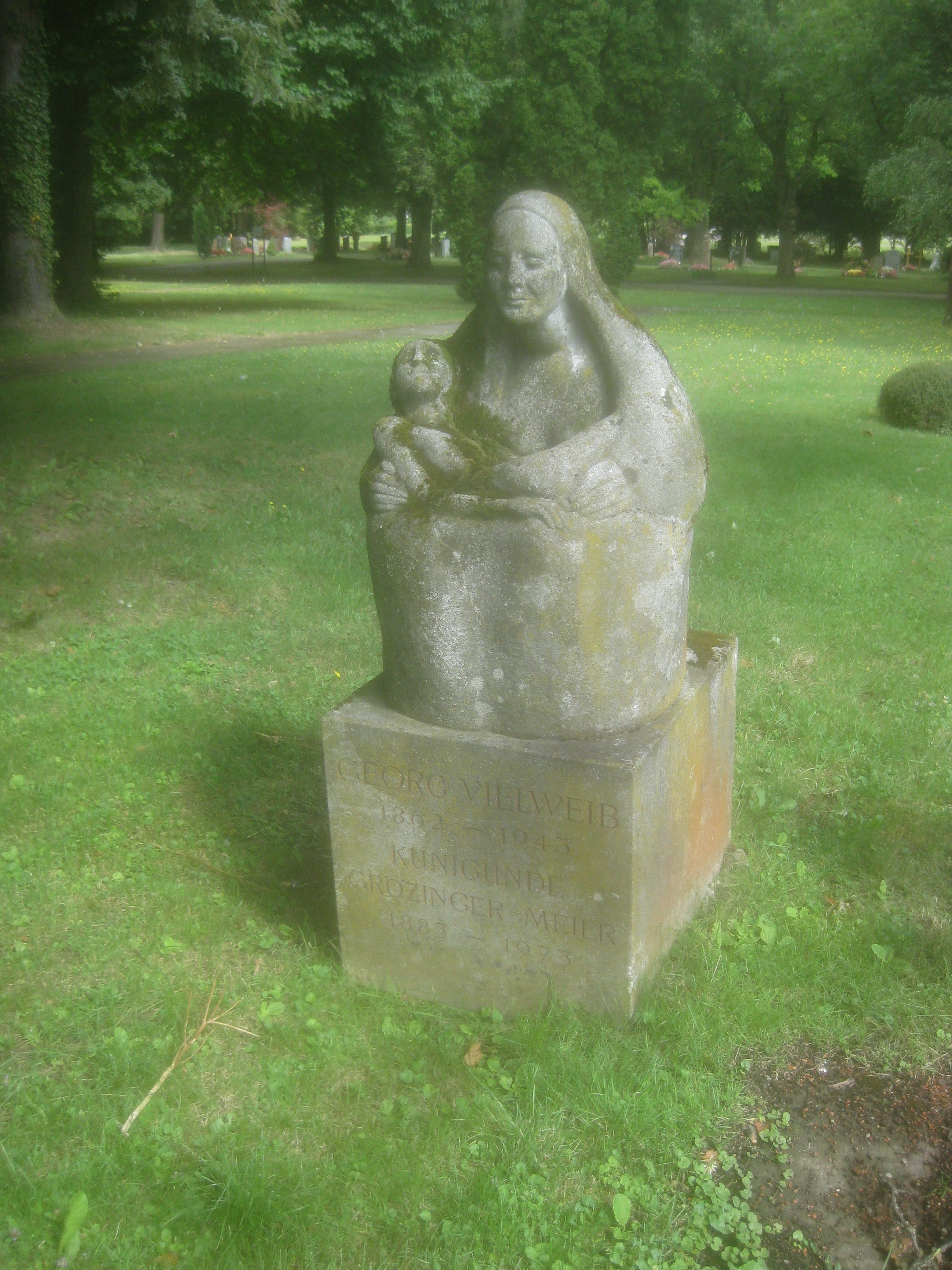

| → Weitere Fotos |
|                 |

## Verkehr
Die Stadtbahnlinien U2 und U19 halten an der Haltestelle „Hauptfriedhof“ (200 Meter bis zum Friedhof), kurz vor dem Tunnel, der den Friedhof unterquert. Die nächste Haltestelle ist „Zuckerberg“ (350 Meter bis zum Friedhof).

### Friedhof
- Johann Friedrich Häuselmann: Sprechsaal. Der Hauptfriedhof-Wettbewerb in Stuttgart. In: Wettbewerbe. Konkurrenz-Nachrichten. Beiblatt zu den Deutschen Konkurrenzen Nummer 255 vom 23. Oktober 1913, Seite 1537–1539.
- Werner Koch, Christopher Koch: Stuttgarter Friedhofsführer. Ein Wegweiser zu Gräbern bekannter Persönlichkeiten. Silberburg, Tübingen 2012, ISBN 978-3-8425-1203-0, Seite 150–151.
- A. Neumeister (Herausgeber): Hauptfriedhof in Stuttgart. In: Deutsche Konkurrenzen vereinigt mit Architektur-Konkurrenzen Band 29, 1913, Heft 11, Seite 1–31.
- Annette Schmidt: Ludwig Eisenlohr. Ein architektonischer Weg vom Historismus zur Moderne. Stuttgarter Architektur um 1900. Stuttgart-Hohenheim 2006, Seite 556–561, 143.
- Sibylle Schwenk: Cannstatter Geheimnisse. Gegen das Vergessen. In: Stuttgarter-Zeitung.de, 2. Januar 2015, online.

### Sonstiges
- Elmar Blessing: Die Kriegsgefangenen in Stuttgart : das städtische Kriegsgefangenenlager in der Ulmer Straße und die „Katastrophe von Gaisburg“. Stuttgart : Verlag im Ziegelhaus, 1999, besonders Seite 61–66, 70–73.
- Eva Funke: Statt im Sarg nur im Leichentuch zur ewigen Ruhe. In: Stuttgarter-Nachrichten.de, 10. Mai 2012, .
- Joachim Hahn:  Friedhöfe in Stuttgart, Band 3: Pragfriedhof. Israelitischer Teil. Stuttgart 1992.
- (lin): Die Geschichte der Theodor-Heuss-Kaserne. In: Stuttgarter Nachrichten, 7. April 2011, online, archiviert.
- Azal Ordukhanyan: Die armenischen Displaced Persons in Deutschland nach dem Zweiten Weltkrieg. In: Armenuhi Drost-Abgarjan (Herausgeber); Hermann Goltz (Herausgeber): Armenologie in Deutschland: Beiträge zum Ersten Deutschen Armenologen-Tag. Münster : LIT Verlag, 2005, Seite 219–232, Teilansicht.
- Spurensuche zu Opfern der nationalsozialistischen Krankenmorde, stolpersteine-stuttgart.de, Arbeitskreis „Euthanasie“.